# San Pedro Perulapán
San Pedro Perulapán est une municipalité du département de Cuscatlán au Salvador.

## Historique
Les origines de la ville remontent à l'époque précolombienne. San Pedro Perulapán reçoit le statut de ville le 28 avril 1921.
Le 25 septembre 1839, au cours du conflit en république fédérale d'Amérique centrale, 800 combattants salvadoriens de Francisco Morazán défont (es) 2 000 soldats honduriens et nicaraguayens de Francisco Ferrera à San Pedro Perulapán,. Un clocher de la ville renferme toujours la cloche dont le son a averti les habitants de la victoire des Salvadoriens. Un impact de balle est toujours visible sur l'image de saint Pierre dans l'église paroissiale. Depuis le sommet du clocher, on peut voir le volcan Guazapa.